# Estación La Noria
La Noria es una estación ferroviaria ubicada en el Partido de Cañuelas, Provincia de Buenos Aires, Argentina.

## Servicios
Por sus vías corren trenes de carga de la empresa Ferrosur Roca.
Existe un servicio diésel entre esta Cañuelas y Monte, parando en esta estación. Hay dos servicios matutinos y dos vespertinos en cada sentido. Hasta junio de 2016 prestaba servicios de larga distancia hacia Bahía Blanca. Los mismos eran prestados por la empresa Ferrobaires. La Noria servía de parada facultativa